# Сельское поселение Туровецкое
Сельское поселение Туровецкое — сельское поселение в составе Междуреченского района Вологодской области.
Центр — посёлок Туровец.
Образовано 1 января 2006 года в соответствии с Федеральным законом № 131 «Об общих принципах организации местного самоуправления в Российской Федерации». В состав сельского поселения вошёл Туровецкий сельсовет.
По данным переписи 2010 года население — 781 человек.

## География
Расположено на востоке района. Граничит:
- на западе с сельским поселением Сухонское и Биряковским сельским поселением Сокольского района.
- на севере с Погореловским сельским поселением Тотемского района,
- на востоке с Толшменским сельским поселением Тотемского района и Костромской областью,
- на юге с муниципальным образованием Каменское Грязовецкого района.

Все населённые пункты поселения расположены на берегах реки Сухона, по территории протекают её правые притоки Векшенга, Ихалица, Молонга, левые Стрелица, Ретча, Устиновка, Турица. На территории много болот и озёр.

## История
Древнейшее поселение на территории Туровецкого сельского поселения — деревня Воробьево — известна с 1137 года. Первоначально она называлась Векшеньга, по названию реки, впадающей в Сухону рядом с деревней.
В 1930-х годах в окрестностях современного Туровца начали развиваться лесозаготовки, возникли посёлки Осиновские, Туровец и Сухая речка, впоследствии слившиеся в Туровец. В 1953 году была построена Большедворская узкоколейная железная дорога с начальным пунктом в Туровце.
В 1930 году в составе Северного края был образован Шуйский район, в 1931 году переименованный в Междуреченский. В 1935 году Туровец и окрестности были переданы во вновь образованный Биряковский район. В 1937 году при разделении Северного края район вошёл в Вологодскую область. В 1957 году Биряковский район был расформирован, и Туровец снова вернулся в Междуреченский район.
Современные границы сельского поселения Туровецкое были определены в 1999 году, когда в состав Туровецкого сельсовета вошёл Кожуховский сельсовет. В том же году был утверждён список населённых пунктов Вологодской области. Согласно этому списку в Туровецкий сельсовет входили 10 населённых пунктов.
С 1 января 2006 года Туровецкий сельсовет был преобразован в сельское поселение Туровецкое.

## Населённые пункты
В состав сельского поселения входят 10 населённых пунктов, в том числе
9 деревень,
1 посёлок.
| Населённый пункт       | ОКАТО          | Рег. номер | Расстояние до районного центра, км | Расстояние до центра поселения, км | Индекс | Координаты                      |
| ---------------------- | -------------- | ---------- | ---------------------------------- | ---------------------------------- | ------ | ------------------------------- |
| деревня Воробьево      | 19 232 828 003 | 4822       | 33                                 | 42                                 | 161071 | 59°24′05″ с. ш. 41°29′40″ в. д. |
| деревня Голуби         | 19 232 828 004 | 4823       | 47                                 | 28                                 | 161071 | 59°27′36″ с. ш. 41°39′03″ в. д. |
| деревня Дороватка      | 19 232 828 005 | 4824       | 34                                 | 41                                 | 161071 | 59°25′06″ с. ш. 41°31′18″ в. д. |
| деревня Кожухово       | 19 232 828 002 | 4825       | 50                                 | 25                                 | 161070 | 59°28′00″ с. ш. 41°43′12″ в. д. |
| деревня Нижний Починок | 19 232 828 006 | 4826       | 34                                 | 41                                 | 161071 | 59°24′55″ с. ш. 41°31′54″ в. д. |
| деревня Подболотная    | 19 232 828 007 | 4827       | 50                                 | 25                                 | 161070 | 59°27′35″ с. ш. 41°43′22″ в. д. |
| деревня Селища         | 19 232 828 008 | 4828       | 52                                 | 23                                 | 161071 | 59°28′02″ с. ш. 41°46′06″ в. д. |
| деревня Слободка       | 19 232 828 009 | 4829       | 44                                 | 31                                 | 161071 | 59°26′04″ с. ш. 41°34′01″ в. д. |
| посёлок Туровец        | 19 232 828 001 | 4821       | 75                                 | —                                  | 161071 | 59°34′34″ с. ш. 41°56′03″ в. д. |
| деревня Уваровица      | 19 232 828 010 | 4830       | 68                                 | 7                                  | 161071 |                                 |